# Diplycosia sumatrensis
Diplycosia sumatrensis là một loài thực vật có hoa trong họ Thạch nam. Loài này được Merr. mô tả khoa học đầu tiên năm 1933.